# Кошиці (станція)
Ко́шиці (словац. Železničná stanica Košice) — вузлова залізнична станція Словацької залізниці. Розташована в однойменному місті, Словаччина.

## Історія
Станція відкрита у 1860 році, як кінцева найсхідніша станція на лінії Кошиці — Жиліна. Будівля залізничного вокзалу побудоване у 1973 році і є модернізованою версією більш ранньої будівлі, яка була споруджена у 1871 році.

## Інфраструктура
Станція розташована на схід від центру міста в районі Кошиці I, за 1 км на схід від Собору святої Єлизавети. Поруч від станції знаходиться міжміський автовокзал.

## Лінії
Станція є вузловою, від якої відгалужуються лінії:
- № 160 Зволен — Кошиці
- № 169 Кошиці — Гідашнємєті (MÁV)
- № 180 Кошице–Жиліна
- № 188 (Кошиці) — Кисак — Пряшів — Мушина (PKP)
- № 190 Кошиці — Чоп

Лінії № 180 та 190 є частиною міжнародного транспортного коридору Va, що прямує від Венеції в Італії до Києва в Україні через Братиславу, Жиліну, Кошиці та Ужгород.

## Пересадки
Біля будівлі вокзалу розташовані зупинки трамваїв № 2, 3, 5, 6, міського, приміського та міжміського автобусів.

## Послуги
Станція є під орудою Železnice Slovenskej republiky та обслуговує поїзди Železničná spoločnosť Slovensko, RegioJet (RJ) та LEO Express.